# A Child's Faith
A Child's Faith è un cortometraggio muto del 1910 diretto da David W. Griffith. Nello stesso anno, uscì in Italia Fede di bimba, un film che venne distribuito nel Regno Unito con il titolo A Child's Faith.

## Trama
Paulton è furibondo con la figlia Alice che rifiuta di sposare l'uomo che lui ha scelto per lei, preferendogli invece un altro giovane. Alice lascia la casa paterna per sposarsi, provocando dapprima un grande dolore in Paulton che, vedovo, vede andarsene l'unica figlia. Poi, però, l'uomo trasforma quel dolore in una forma maniacale che lo porta sempre di più a diventare un avaro senza cuore. L'unico suo amore sono i soldi che lui accumula senza ritegno. Quando, dieci anni dopo, Alice viene a chiedergli aiuto perché il marito è gravemente malato, lui la caccia. Dopo la morte del marito, la donna non trova lavoro ed è senza speranze. Il padre, intanto, ha venduto la casa di famiglia per incrementare ancora di più il suo tesoro e si è trasferito nei bassifondi, dove affitta una camera in una stamberga, volendo risparmiare. Non sa che al piano di sotto vivono Alice e sua figlia. La bambina, cercando di aiutare come può la madre, si mette a pregare, chiedendo aiuto per le loro condizioni disperate. A un tratto, dalla canna fumaria del camino comincia a cadere una pioggia d'oro che le due scambiano per un miracolo. In realtà, è il denaro del vecchio avaro che, appena entrato nella nuova casa, aveva cercato un nascondiglio per il suo oro che poi ha cacciato a forza dentro il caminetto. Vedendo sparire il suo denaro, diventa una furia e, quando vede la figlia, ancora una volta le rifiuta qualsiasi aiuto. Ma poi, con nel cuore l'immagine della nipotina in preghiera, qualcosa in lui si addolcisce e Paulton torna pentito dalla figlia.

## Produzione
Il film fu prodotto dalla Biograph Company.

## Distribuzione
Distribuito dalla Biograph Company, il film - un cortometraggio in una bobina - uscì nelle sale cinematografiche statunitensi il 14 luglio 1910. Non si conoscono copie esistenti del film.